# Komturei Krankow
Groß Krankow war zwischen 1268 und 1355 zeitweilig Sitz eines Komturs des Deutschen Ordens und dessen größte Besitzung in Mecklenburg.

## Geschichte der Kommende
Der Deutsche Orden war seit den 1220er Jahren auch in Mecklenburg präsent.
Das Gründungsjahr der Deutschordenskomturei in Krankow ist unbekannt. Wie die norddeutschen Komtureien Bremen und Lübeck gehörte das südwestlich von Wismar gelegene Krankow zur Ballei Livland und unterstand dem livländischen Meister, dem Bericht zu erstatten und von dem Weisungen einzuholen waren. Urkundlich wurde Krankow erstmals 1268 genannt. Die Originalurkunde vom 27. Oktober 1268 befand sich zu Reformationszeiten noch beim Dorfschulzen zu Quaal.
Die größte Besitzung, welche der Deutsche Orden in Mecklenburg hatte, war Krankow. Geographisch günstig liegt Krankow an zwei wichtigen Handelsstraßen. Die eine führte von Wismar nach Lübeck und Hamburg. Die zweite Straße verband Wismar über Schwerin mit dem Hinterland.
Damals hatte die Komturei einen Komtur, einen Altkomtur und vier Priesterbrüder. Zum Besitz gehörten sieben Dörfer und sechs weitere Hufen. Der Sitz des Komturs war in Klein Krankow.
Zur Zeit des Ratzeburger Zehntregisters um 1230 standen die Dörfer Klein Krankow (Wendisch Krankowe), Groß Krankow, Quaal (Quale), Siemersdorf (Cimerstorp), Friedrichshagen (Fredbernshagen), Harmshagen (Hermannshagen), Petersdorf und gehörten zum Kirchspiel Gressow (Gressowe).
Die Komturei Krankow in ihrem ganzen Umfang muss schon 1268 bestanden haben.
Da 1268 die Verhältnisse der Komturei schon urkundlich belegt und geordnet waren, könnte Krankow bald nach 1240 erworben und als Komturei gegründet worden sein. Was für Bauten der Orden in Krankow errichtete, ist bisher nicht bekannt.
Der Orden der Brüder von Dobrin hatte am 28. Juni 1240 von ihren Besitzungen in Mecklenburg im Beisein des Fürsten Johann I., dem Theologen, auf der Burg Mecklenburg den Hof und das Dorf Sellin nahe Neukloster an das Kloster Sonnenkamp verkauft. Nach der Auflösung ihres Ordens verkauften die Ritter, darunter die Mecklenburger von der Lühe, von Raven und von Bibow, die Besitzungen und verwandten die Gelder mit zum Ankauf der Deutsch-Ordens-Komturei Krankow, welche bald im Besitz dieses Ordens erschien. Vielleicht waren die ersten Komture Dobriner Ordens-Ritter.
Als erster Komtur wurde Heinrich von Holstein genannt, der 1268 resigniert hatte. Nach dem Ratzeburger Zehntregister wurde um 1230 ein Heinrich von Holstein in der Pfarre zu Kalkhorst mit mehreren Besitzungen erwähnt.
Denn am 27. Oktober 1268 gab der Komtur des Ordenshauses zu Krankow, Johannes von Ratzeburg auf Rat des vormaligen Komturs Heinrich von Holstein und den anderen Brüder in Krankow den Bauern zu Quaale die Hälfte des Holzes und das Gras in den Fischteichen zu Petersdorf, dass nach Ablassen des Wassers in Ackerland verwandelt werden sollte.
Um die Fischteiche kam es in späteren Zeiten noch öfters zu Streitigkeiten. Ein Ernst von Ratzeburg war nach 1273 Landmeister des Deutschen Ordens in Livland. Nach 1346 war der Komtur Adam von Wismar mehrfach Bevollmächtigter des Deutschen Ordens bei der Auszahlung von Kaufgeldern in Lübeck.

### Ordenshof
Auch zur Stadt Wismar bestanden nahe Beziehungen. 1270 hatte der mecklenburgische Fürst Heinrich I. der Pilger, die dortige Kirche St. Jürgen dem Patronat des Deutschen Ordens in Riga unterstellt.
Noch kurz vor seinem Tode am 21. Januar 1329 räumte Fürst Heinrich II. der Löwe, den Rittern des Deutschen Ordens einen Teil seines Hofes in Wismar zur Gründung einer Niederlassung ein. Auf Drängen des Rates der Stadt musste diese Grundstücksübertragung zurückgenommen werden. Erst am 30. Mai 1330 gestattete der Rat der Stadt Wismar dem Deutschen Orden und besonders dem Komtur Wynand von Krankow die Erwerbung eines Hofes in der Stadt Wismar zu lübischen Recht, gleich den anderen Höfen der Klöster Doberan, Cismar und Sonnenkamp bei Neukloster.
Es war dem Deutschen Orden gestattet, eine Kapelle im Haus zu errichten, ein Friedhof blieb untersagt. Neben den obligatorischen Bedingungen musste sich der Orden erklären, für den Rat zu reiten und die Stadt bei Belagerungen verteidigen zu helfen. Es sollten auf dem Hof nie mehr als ein Komtur und vier Ordensbrüder wohnen. Beim Erwerb des Hofes in Wismar 1330 findet sich in den Urkunden die Vereinbarung. Die Einhaltung des Vertrages musste vom Landmeister Eberhard von Monheim in Livland, zu dessen Ballei die Komturei gehörte, bestätigt werden. Der Ordenshof befand sich südlich der Marienkirche am Garten des Fürstenhofes, der ehemaligen herzoglichen Residenz gegenüber.
Seit der Einrichtung des Hofes an der heutigen Papenstraße 2 in der Wismarer Altstadt wurde der Komtur von Krankow auch von Wismar genannt. Vermutlich hatte der Komtur seinen Hauptsitz nach Wismar verlegt. Doch der Hof zu Wismar gehörte nach wie vor zur Komturei Krankow und beide unterstanden dem Landmeister Goswin von Hereke in Livland.
Am 29. Januar 1356 verkauften der Komtur Hermann von Vechelde und der Pfarrer Jacob von Stove den Hof des Ordens für 420 Mark lübisch an die Stadt Wismar. Die Einwilligung von Goswin von Herike als Landmeister des Deutschen Ordens erfolgte am 22. Mai 1356 in Wenden.
Der Rat der Stadt Wismar übertrug noch vor 1438 den Antonitern des Klosters Tempzin das Grundstück. Die Antoniter mussten sich auch dem Lübischen Recht, dem Stadtrecht, unterordnen und jährlich zwei Mark Lübisch an den Rat der Stadt zahlen. Zur Erbauung des Antoniterhofes sowie zum Wirken der Antoniter in Wismar liegen keine schriftlichen Quellen vor. Wohl bis zur Reformation nutzten die Tempziner Antoniter ihren Hof in Wismar, dann ging er in herzoglichen Besitz über. Die schwedische Königin Christina schenkte den Hof 1651 dem Tribunals-Protonotar Friedrich Pascow. Seit dem 17. Jahrhundert sind private Eigentümer in den Stadtbüchern verzeichnet. 1830 erwarb der Wismarer Kaufmann Thormann den sogenannten Antoniterhof.
Erhalten geblieben ist davon ein zweigeschossiges Traufenhaus in der Papenstraße, dass in Resten mittelalterliche Befunde birgt. Bei restauratorischen Untersuchungen 1992 kamen bei Freilegungen in nachträglich vermauerten Nischen zwei grün-schwarz glasierte Reliefziegel mit stehenden plastischen Figuren, einem Bischof und Maria mit dem Kind, zum Vorschein.

### Verkauf
Die Verhältnisse hatten sich im Laufe der Zeit geändert, der Deutsche Orden war in den Baltischen Ostseeländern zu gesicherten Landbesitz gekommen und verkaufte daher ab 1355 seine Güter und Besitzungen in Mecklenburg. Am 21. Oktober 1355 bestätigte Herzog Albrecht von Mecklenburg in Wismar dem Ritter Maquard von Stove das Eigentum der von dem Deutschen Orden gekauften Comthurei Krankow zu denselben Rechten, wie der Orden die Güter besessen hatte. Am 2. Februar 1356 versicherte der Herzog dem Ritter Marquard von Stove die Fortdauer derselben Rechte nach dem Kauf der Komturei Krankow zu. Der Hochmeister des Deutschen Ordens, Winrich von Kniprode bestätigte am 23. August 1356 in Marienburg den Verkauf der Komturei Krankow für 1000 Mark Silber an Marquard von Stove.
1356 hörten die Beziehungen des Deutschen Ordens zu Mecklenburg für längere Zeit auf.
Der Ritter Droste von Stove verkaufte dann am 25. Juli 1381 in Wismar den Brüdern Ritter Henning und Knappe Hans von Stralendorff die Güter der ehemaligen Deutsch-Ordens-Komturei Krankow mit dem Patronat der von den Rittern von Stove gestifteten und mit Hebungen aus dem Dorfe Quale bewidmeten Vicarie in der St. Georgen-Kirche zu Wismar.
Noch 1632 waren die von Stralendorff Erbherren auf Groß- und Klein Krankow und im Kirchdorf Friedrichshagen. Die von Stralendorff standen im 17. Jahrhundert u. a. in schwedischen Diensten. Um 1658 gingen die Ländereien an die von Negendanck. Danach sind die von Schulenburg als Besitzer nachweisbar.

### Komture
Namen und Jahreszahl bezeichnen die nachweisbare Erwähnung als Komtur. Der Komtur war der Leiter und Verwalter der Ordensniederlassung. Daneben lassen sich für Krankow nur einige namentlich genannte Priesterbrüder (fratres sacerdotes) nachweisen.
- vor 1268 Heinrich von Holstein (Holste)
- 1268 Johann von Ratzeburg[19]
- 1268 Priester Brüder Adolph, Johann, Albert, Hermann
- 1329–1330 Wynand (Winand) von Krankow[20][21]
- 1346–1349 Adam von Wismar
- 1355–1356 Hermann von Vechelde[22]

- 1355–1356 Jacob von Stove, Pfarrer zu St. Georg in Wismar, Halbbruder des Ordens

sacerdos
- 1329 Bernadus dictus Clot[23]

fratres sacerdotes
- 1268 Adolf, Albert, Hermann, Johannes[24]

### Zahl der Mitglieder
Genaue Angaben, wie viele Ordensbrüder in Krankow und im Wismarer Stadthof lebten, liegen nicht vor. Für 1268 sind neben dem amtierenden und dem vormaligen Komtur vier Priesterbrüder belegt. Beim Erwerb des Hofes in Wismar 1330 wurde vereinbart, dass in Krankow nur vier Brüder und ein Komtur wohnen wollten. Regulär hatte die Ordensniederlassung zwölf Brüder zu umfassen, dies wurde in den meisten Kommende kaum erreicht.

## Siegel
Das sehr stark abgeriebene Siegel des Komturs Winand befindet sich an einer Urkunde vom 27. August 1329. Im runden Bildnissiegel aus rötlich gefärbtem Wachs befindet sich eine Halbfigur.
Im etwa 3 cm großen roten Siegel des Komturs Hermann von Vechelde, die an der Urkunde vom 29. Januar 1356 hängt, ist eine nach rechts gewandte barhäuptige Halbfigur im Mantel zu erkennen. Die Umschrift lautet: S(IGILLV M) CONMEDATORIS D(OMVS) CRANKOWE.

### Ungedruckte Quellen
Landeshauptarchiv Schwerin (LHAS)
- LHAS 9.1-1 Reichskammergericht. Prozeßakten, Gut Groß Krankow 1627.

Landeskirchliches Archiv Schwerin (LKAS)
- LKAS, OKR Schwerin, Specialia Abt. 2, Groß Krankow, Gressow. Nr. 230 Verfallenen Kapelle in Groß Krankow 1769–1771. Nr. 247 Kirchhof Groß Krankow
- LKAS, OKR Schwerin, Pfarrarchiv Gressow, Nr. 275 Aufbewahrung der Glocke der Kapelle in Groß Krankow auf Schloß Tressow 1925.

Archiv Hansestadt Wismar
- Abt. II. Rep. 1 A, Geistliche Urkunden XLIII, 4, 5.
- Stadtbücher, Abt. VI, Rep. 1 A, B.
- Prozeßakten des Tribunals, Gut Groß Krankow 1627.

Archiv Hansestadt Lübeck
- UBStL, 07.1-3/22, Ordo Theutonicus, Nr. 14.

### Gedruckte Quellen
- Mecklenburgisches Urkundenbuch (MUB)
- Mecklenburgische Jahrbücher (MJB)